# Frederik Weilbach
Frederik Immanuel Weilbach (28. august 1863 i København – 4. december 1937) var en dansk arkitekturhistoriker, søn af kunsthistorikeren Philip Weilbach.
Frederik Weilbach blev student fra Borgerdydskolen 1880 og cand.mag. 1887. Weilbach underviste i tiden 1889-1913 (først i Vejle, siden i Horsens) i som gymnasielærer. I årene derefter opdyrkede han et forfatterskab om dansk arkitektur i 1700-tallet med vægten lagt på det offentlige byggeri. Dette arbejde var en pionerindsats, og hans hovedværker er Dansk Bygningskunst i det 18. Aarhundrede (1930) samt monografierne Architekten Lauritz de Thurah (1924) og Architekten C.F. Harsdorff (1928). Weilbach fik stor betydning for Christian Elling, der også fokuserede på arkitekturhistorie i sin livsgerning.
Han deltog 1922 i Rask-Ørsted Fondets arkæologiske ekspedtion til Dalmatien, var medstifter af Horsens Museum i 1906 og bestyrelsesformand for dette 1906-1918.
Gift 24. maj 1901 med Frederikke, født 19. december 1871 på Skrøbelevgård, datter af prokurator N. Rasmussen og hustru Jacobine f. Frederiksen.

## Udvalgte værker
- Græsk Formlære
- Diocletians Palads i Spalato
- Kronborg
- Architekten Lauritz de Thurah, 1924.
- Architekten C.F. Harsdorff, 1928.
- Fredensborg Slot. 1928
- Dansk Bygningskunst i det 18. Aarhundrede, 1930.
- Frederik IV's Italiensrejser, 1933.
- C.F. Hansens Christiansborg, 1935.
- Frederiksberg Slot og Frederiksberg Have, 1936.